# Patrick Wieschke

Patrick Wieschke als Redner auf einer Kundgebung am 25. März 2006 in Breitungen.

Patrick David Wieschke (* 6. Mai 1981 in Eisenach) ist ein deutscher Politiker (Die Heimat, ehemals NPD), Neonazi und mehrfach verurteilter Straftäter. Er zählt zu den aktivsten Rechtsextremisten in Deutschland. Bis 2002 fungierte er als stellvertretender Landesvorsitzender der NPD-Jugendorganisation „Junge Nationaldemokraten“ Thüringen, seit 25. März 2006 ist er stellvertretender Kreisvorsitzender der NPD im Wartburgkreis. Zwischenzeitlich war er Bundesorganisationsleiter der NPD und in dieser Funktion Mitglied des NPD-Parteipräsidiums. Er ist zudem seit Mai 2012 mit Unterbrechungen Landesvorsitzender der NPD in Thüringen und trat zur Landtagswahl 2014 als deren Spitzenkandidat an.

## Werdegang in der rechtsextremen Szene

### Kameradschaftsführer in Eisenach, JN
Patrick Wieschke wurde bereits zu Anfang der 1990er Jahre in rechtsextremen Jugendcliquen seiner Heimatstadt Eisenach sehr aktiv und trat insbesondere als treibende Kraft des Nationalen und Sozialen Aktionsbündnis Westthüringen (NSAW) und als Anführer der Kameradschaft Eisenach auf. Wieschke fungierte dabei auch als Pressesprecher beider Organisationen. Er ist Gründungsmitglied der NPD-Jugendorganisation „Junge Nationaldemokraten“ (JN) in Thüringen. Bis 2002 fungierte er als stellvertretender Landesvorsitzender, Landespressesprecher und JN-Stützpunktleiter in Eisenach.
1999 meldete Patrick Wieschke erstmals eine Wahlkampfdemonstration der rechtsextremen NPD in Eisenach an. Das NSAW verteilte im Juli 2000 ein antisemitisches Rundschreiben des Geschichtsrevisionisten Manfred Roeder an 2000 Eisenacher Haushalte. Im September 2000 hetzte Wieschke in einem per Postwurfsendung in Schmalkalden verteilten „Bürgerinfo“ gegen die Einrichtung eines Flüchtlingsheimes in der Stadt.
Anlässlich des Todes von Ignatz Bubis rief er 2001 zu einem „Freudenmarsch“ auf. Über diese Provokation wurde in zahlreichen deutschen und internationalen Zeitungen berichtet. Am 28. April 2001 sprach Patrick Wieschke für das NSAW auf einer von der DVU organisierten Veranstaltung in Mosbach, bei der die stärkere Zusammenarbeit der rechtsextremen Parteien und Organisationen in Deutschland koordiniert werden sollte.

### Führender Rechtsextremisten-Kader in Westthüringen
Wieschkes Bedeutung als Organisator für die Rechtsextremisten-Szene in Thüringen und das NSAW im Besonderen zeigt der Sachverhalt, dass die „gemeinsame Plattform für alle nationalpolitischen Kräfte in Westthüringen“ während seiner Haft im Jahre 2003 zwar noch ca. 40 Anhänger zählte, aber nach Einschätzung des VS „weitgehend inaktiv geblieben“ war.
Nach seiner Haftentlassung 2004 nahm Wieschke seine politische Arbeit rasch wieder auf. Am 29. Mai trat er gemeinsam mit Kurt Hoppe, dem Landeschef der Deutschen Partei, Ivonne Mädel, Michael Burkert und Frank Schwerdt (NPD) auf dem „Thüringentag der nationalen Jugend“ in Saalfeld als Redner auf. Er leitete im August einen lokalen Rudolf-Heß-Marsch in Eisenach. Seither organisierte Wieschke zahlreiche extrem rechte Demonstrationen und wirkte als Anmelder oder Redner, insbesondere im Rahmen einer Kampagne des „Nationalen und Sozialen Aktionsbündnis Mitteldeutschland“ gegen die Agenda 2010 und Ende 2004/Anfang 2005 auf sogenannten „nationalen Montagsdemonstrationen“ in Eisenach. Anfang Februar störten bürgerliche, als Narren verkleidete Gegendemonstranten und lauschten Wieschke, bevor sie eine Polonaise gegen Nazikäse durchführten.
Anfang 2005 zog Patrick Wieschke nach Gotha und organisierte dort einige Rechtsrockkonzerte mit, vor allem im sogenannten „Grünen Haus“. Gemeinsam mit anderen lokalen Rechtsextremisten gründete er dort auch den rechtsextremen Toringi e. V. Inzwischen steht das „Grüne Haus“ fast leer, man wich daher Anfang 2006 in die „Schenke“ in Behringen aus, die jedoch kurze Zeit später ebenfalls aus hygienischen Gründen und Baumängeln von der Polizei versiegelt wurde.
Seit Januar 2006 zeigt Wieschke sich für das regionale Druckerzeugnis „Wartburgkreis-Bote“ (ehemals „Wartburg-Bote“) als Herausgeber und Chefredakteur hauptverantwortlich, mit welchem er versuchte, in Eisenach und Umgebung medial Fuß zu fassen. Eine Internetseite für Eisenach, die vorgab, ein unabhängiges Mitteilungsblatt für Eisenach und Umgebung zu sein, und die damit verbundene „AG Bürgerbeteiligung“ komplettierten die Anstrengungen der NPD in Westthüringen, eine bürgerliche Fassade aufzubauen und den Boden für einen Einzug in den Landtag zu bereiten.
Aufgrund einer Intervention der Wartburg-Stiftung wurde es dem „Redaktionskollektiv“ des „Wartburg-Boten“ untersagt, die alleinige Bezeichnung „Wartburg“ im Titel zu führen. Der Titel wurde deshalb in „Wartburgkreis-Bote“ geändert. Vor dem Landgericht Erfurt verzichtete er auf die Bezeichnung „Wartburg-Bote“. In einem weiteren Rechtsstreit unterlag jedoch der Wartburgkreis, welcher der Redaktion den Titel der Zeitschrift untersagen wollte.

## Funktionär der NPD
Am 25. März 2006 wurde Wieschke zum stellvertretenden Kreisvorsitzenden der NPD im Wartburgkreis gewählt und kündigte „verstärkte Aktivitäten in und um Eisenach“ an. Gleichzeitig wurde Danny Pfotenhauer als neuer Schatzmeister in den Vorstand aufgenommen, der aufgrund des Anschlages auf den Dönerladen als Mitanstifter ebenfalls zu einer Haftstrafe verurteilt worden war. Beide sind während ihrer Haftzeit von der „Hilfsorganisation für nationale politische Gefangene und deren Angehörige e. V.“ (HNG) betreut worden.
Seit Mitte 2006 trat Wieschke auch als hauptberuflicher Landesgeschäftsführer der NPD Thüringen, als Landespressesprecher, als kommunalpolitischer Sprecher sowie als Leiter des wirtschaftspolitischen Referats im NPD-Landesvorstand auf. Weiterhin war er als stellvertretender Organisationsleiter der NPD tätig und somit in relativ kurzer Zeit bis in den Bundesvorstand der rechtsextremen Partei aufgestiegen. Sein Praktikum bei der NPD im Schweriner Landtag 2007 wurde aufgrund seiner zahlreichen Vorstrafen mit Kritik goutiert. Das Abgeordnetengesetz in Mecklenburg-Vorpommern verlangt ein Führungszeugnis, weshalb er aufgrund seiner kriminellen Vergangenheit nicht als Referent eingesetzt wurde. Der mecklenburgische Fraktionssprecher der NPD Stefan Rochow kommentierte: Wir haben darüber Bescheid gewusst.

## Politische Mandate
Bei der Kommunalwahl 2009 zog Wieschke mit 2636 Stimmen (5,0 % der abgegebenen Stimmen) für die NPD in den Stadtrat von Eisenach ein. Bei der Landtagswahl in Thüringen 2009 erhielt er als Direktkandidat der NPD im Wahlkreis Wartburgkreis II – Eisenach 5,2 % der Erststimmen (1427 Stimmen). Bei der Stadtratswahl 2014 zog er erneut in den Eisenacher Stadtrat ein und trat im September 2014 als Spitzenkandidat der NPD und Direktkandidat im Wahlkreis Wartburgkreis II – Eisenach zur Landtagswahl in Thüringen 2014 an. Bei der Bundestagswahl 2017 war er Direktkandidat der NPD im Bundestagswahlkreis Eisenach – Wartburgkreis – Unstrut-Hainich-Kreis. Bei der Stadtratswahl 2019 zog Wieschke mit 4600 Stimmen als Fraktionsvorsitzender der NPD wiederum in den Stadtrat von Eisenach ein.

## Straftaten und Verurteilungen
Im Februar 2001 wurde ein Zivilverfahren gegen Patrick Wieschke am Amtsgericht Eisenach angestrengt, da er im Mai 2000 versucht hatte, einen Eisenacher Pfarrer mit zwei Flugblättern, die mit Kameradschaft Eisenach/Patrick Wieschke bzw. Anti-Antifa unterschrieben waren, als „Deutschenhasser“ und „Volksverhetzer“ zu diffamieren. Die beiden Pamphlete warfen ihm mit einer deutlich antisemitischen und rassistischen Wortwahl vor, „auf eine One World Gesellschaft hin(zu)arbeiten“ und für die „volkstodbringende, multikulturelle Gesellschaft“ zu werben.

### Sprengstoffanschlag
In der Nacht zum 10. August 2000 war Patrick Wieschke an einem Sprengstoffanschlag an der Eingangstür eines türkischen Imbisses in Eisenach als Anstifter beteiligt. Kurz nach der Detonation wurde er in der Nähe des Tatorts festgenommen. In seinem Rucksack befanden sich Handzettel der JN und Aufkleber zum Todestag von Rudolf Heß. Nicht zuletzt im Zusammenhang mit den gegen ihn geführten Ermittlungen trat Patrick Wieschke am 14. Januar 2002 kurz vor der Gerichtsverhandlung beim Amtsgericht Eisenach als stellvertretender JN-Landesvorsitzender zurück und aus der NPD aus. In einer Presseerklärung führte er als Gründe hierfür „reaktionäre und rückwärtsgewandte Tendenzen im NPD-Kreisverband Wartburgkreis sowie das derzeitige Verhalten des NPD-Bundesvorstands gegenüber kritischen Parteimitgliedern und Freien Nationalisten“ an. Am 29. Mai 2002 wurde Patrick Wieschke vom Landgericht Mühlhausen in der Berufungsverhandlung unter anderem wegen Anstiftung zur Herbeiführung einer Sprengstoffexplosion und einer Sachbeschädigung zu einer Freiheitsstrafe von 2 Jahren und 9 Monaten verurteilt. Hinzu kam eine zweite Verurteilung durch das Amtsgericht Eisenach wegen Körperverletzung zu sieben Monaten Jugendhaft. Zwischen U-Haft und Haftantritt organisierte Wieschke fast wöchentlich Demonstrationen und Kundgebungen, z. B. gegen ein geplantes Flüchtlingsheim in Gotha, oder trat wie auf dem „1. Tag der nationalen Jugend in Thüringen“ am 1. Juni 2002 in Jena als Redner auf. Am 26. Juni 2002 trat Patrick Wieschke seine Haftstrafe in der JSA Ichtershausen an, die von seinen Kameraden als „Gesinnungshaft in den Kerkern des BRD-Regimes“ stilisiert wurde. Ende Mai 2004 wurde Wieschke vorzeitig aus der Haft entlassen.

### Körperverletzung
Im Juni 2005 verprügelte Wieschke ein Mitglied seiner Gruppe, weil es sich geweigert hatte, Flugblätter zu verteilen. Das Opfer trug Platzwunden, Prellungen und Hämatome davon. Darauf kam es zum Haftantrag, dem wegen Wiederholungsgefahr stattgegeben wurde. Im November 2005 wurde Wieschke hierfür zu einer Bewährungsstrafe von sechs Monaten auf vier Jahre auf Bewährung verurteilt und zu 150 Stunden gemeinnütziger Arbeit.

### Sexueller Missbrauch einer Minderjährigen und Misshandlung von Familienmitgliedern
Unmittelbar vor der Landtagswahl in Thüringen 2014 wurde bekannt, dass 2001 gegen Wieschke wegen des Verdachts des sexuellen Missbrauchs eines damals 12-jährigen Mädchens ermittelt worden war. Der frühere Eisenacher Polizeichef bestätigte die Echtheit der Unterlagen. Von der Staatsanwaltschaft Mühlhausen wurde das Verfahren 2002 eingestellt, da zu diesem Zeitpunkt gegen ihn wegen des oben erwähnten Sprengstoffanschlags auf einen Eisenacher Döner-Imbiss ermittelt wurde, für den er im Mai 2002 auch verurteilt wurde. Außerdem wurden Polizeiakten bekannt, aus denen hervorgeht, dass Wieschke seine Mutter 1999 am Vorabend einer NPD-Veranstaltung, auf welcher der damals 18-Jährige als Redner auftreten wollte, in leicht alkoholisiertem Zustand in der gemeinsamen Wohnung verprügelt und schon zuvor seine 15-jährige Schwester über einen längeren Zeitraum immer wieder misshandelt hatte. Aufgrund des Vorfalls wurde Wieschkes Auftritt auf der NPD-Veranstaltung polizeilich untersagt. Die NPD scheiterte bei der Wahl an der 5-Prozent-Hürde, so dass Wieschke und seiner Partei der Einzug in den Thüringer Landtag erneut misslang. Wieschke trat in der Folge von seinen Bundesämtern zurück, blieb aber Landesvorsitzender der Thüringer NPD.

### Volksverhetzung
Im Februar 2016 wurde Wieschke erneut zu einer Freiheitsstrafe auf Bewährung sowie einer Geldstrafe wegen Volksverhetzung verurteilt.

### Verbindungen zuKnockout 51, Festnahme 2023 und Strafverfahren
Am 14. Dezember 2023 wurde Wieschke im Auftrag des Generalbundesanwaltes verhaftet und seine Wohnung durchsucht. Ihm wurde vom Generalbundesanwalt zur Last gelegt, die rechtsextreme Kampfsportgruppe Knockout 51 und damit eine terroristische Vereinigung unterstützt zu haben. Ab Dezember 2019 habe er dieser ermöglicht, die NPD-Geschäftsstelle Flieder Volkshaus für Kampfsporttrainings zu nutzen und dort ein Waffenlager zu unterhalten. Er wirkte an Treffen und Schulungsmaßnahmen der Vereinigung mit und unterstützte das Ziel, die Vereinigung in die Jugendorganisation der Partei „Die Heimat“ einzugliedern. Mit Beschluss vom 19. Dezember 2024 eröffnete der Senat für Staatsschutzsachen des Thüringer Oberlandesgerichts das Hauptverfahren gegen Patrick Wieschke vor der Staatsschutzkammer des Landgerichts Gera, da es abweichend von der Anklageschrift nur vom Tatvorwurf einer Unterstützung einer kriminellen Vereinigung ausging und nicht einer terroristischen Vereinigung. Der Generalbundesanwalt legte deswegen sofortige Beschwerde zum Bundesgerichtshof ein.